# Martin Schneider
Martin 'Maddin' Schneider (Bad Homburg vor der Höhe, 25 mei 1964) is een Duitse acteur en komiek.

## Jeugd en opleiding
Martin Schneider groeide op in Burgholzhausen, een stadsdeel van Friedrichsdorf. Inmiddels woont hij in de buurt van Marburg. Aanvankelijk voltooide hij een practicum bij de Hessischer Rundfunk, waar hij de eerste cabaretexperimenten maakte. Hij heeft een tweelingzus genaamd Martina.

## Carrière
In 1990 kreeg hij zijn eerste acteursverbintenis. Zijn eerste programma heette Gell, Sie sind spirituell?. Vanaf 1992 trad hij op in de Quatsch Comedy Club, toen nog een theater in Hamburg. Later was hij ook te zien in verschillende tv-uitzendingen zoals RTL-Samstag Nacht en bij gastoptredens, zoals 7 Tage, 7 Köpfe en Genial daneben. Hij was een vast lid van de Comedy Factory (1996/1997) bij ProSieben. Van 2004 tot 2011 was hij een vast bestanddeel van de Sat.1-comedyshow Schillerstraße. Bovendien speelde hij de dwerg Speedy in de in oktober begonnen bioscoopfilm 7 Zwerge – Männer allein im Wald van Otto Waalkes. Het tweede deel 7 Zwerge – Der Wald ist nicht genug is in oktober 2006 verschenen.
Tijdens zijn optredens onder de artiestennaam Maddin spreekt hij een Duits met eigenschappen van het Hessisch dialect. Zijn uiterlijke kenmerken zijn zijn bijzonder afgetekende gezichtsvorm en zijn mond. Martin Schneider publiceerde meerdere cd's, zoals Aschebeschär, Sischär Is Sischär!, Raggae Mann, Best Of Maddin en de boeken Im Bett mit Maddin en Mach mal Hals lang.

## Onderscheidingen
- 2005: Deutscher Comedypreis voor Schillerstraße
- 2005: Deutscher Comedypreis voor 7 Zwerge – Männer allein im Wald
- 2006: Zeck-Kabarettpreis – Homepagepreis Net-Zeck
- 2006: Romy voor Schillerstraße
- 2007: Deutscher Comedypreis voor 7 Zwerge – Der Wald ist nicht genug

## Filmografie
- 1984: Ein Fall für zwei – Die verorene Nacht (tv)
- 1991: Karfunkel Kindersendung (tv)
- 1996: Comedy Factory
- 1998: Sommer-Hitparade Musiksendung (tv)
- 1999: Alles Bob Filmkomödie
- 2000: Flashback – Mörderische Ferien
- 2001: Ausziehn! Filmkomödie
- 2002–2005: Quatsch Comedy Club 3 afleveringen
- 2003: Sperling und der Mann im Abseits (tv)
- 2003–2008: Genial daneben – Die Comedy Arena 26 afleveringen
- 2004–2011: Schillerstraße, improvisatieshow (tv)
- 2004: Germanikus
- 2004: 7 Zwerge – Männer allein im Wald
- 2004: Crazy Race 2 – Warum die Mauer wirklich fiel (tv)
- 2006–2009: Pastewka, gastoptredens (tv)
- 2006: 7 Zwerge – Der Wald ist nicht genug
- 2008: Maddin in Love (serie)
- 2014: Verbotene Liebe, gastoptreden in aflevering 4575 als butler Brutus Stahl
- 2014: Der 7bte Zwerg
- 2015: Kartoffelsalat – Nicht fragen!
- 2015: Jetzt wird’s schräg (tv)

## Discografie
- 1997: Aschebeschär
- 2001: Sischär Is Sischär!
- 2003: Raggae Mann
- 2003: Best of Maddin
- 2006: Maddin Live!

- Gemeinsame Normdatei: 129205885
- International Standard Name Identifier: 0000 0000 4591 5328
- Library of Congress Control Number: no2008104124
- MusicBrainz: 547d957d-043d-4834-adae-0cd45c2a28bf
- Virtual International Authority File: 25676515
- WorldCat: E39PBJjd97VM7qVrhgfMxpCRKd